# Stave River
Stave River är ett vattendrag i Kanada.   Det ligger i provinsen British Columbia, i den södra delen av landet, 3 500 km väster om huvudstaden Ottawa. 
I omgivningarna runt Stave River växer i huvudsak blandskog. Runt Stave River är det ganska tätbefolkat, med 139 invånare per kvadratkilometer.